# Panagiotis Roilos
Panagiotis Roilos (griechisch Παναγιώτης Ροϊλός; * 1969) ist ein griechischer Neogräzist und seit 2000 George Seferis Professor of Modern Greek Studies an der Universität Harvard.

## Leben
Roilos schloss sein Studium in Klassischer Philologie, Byzantinistik und Neogräzistik an der Universität Athen 1991 mit dem Diplom (Ptychion) ab und wurde 1999 an der Harvard University promoviert. Kurz zuvor, im Jahr 1998, hatte er schon die Stelle eines Assistant Professor of Byzantine Literature an der Ohio State University angetreten. Im Jahr 2000 wurde er zum George Seferis Professor of Modern Greek Studies an der Harvard University ernannt. Im Jahr 2009 hatte er eine Fellowship in Dumbarton Oaks inne. 2018 verlieh ihm die Pantion-Universität Athen die Ehrendoktorwürde.

## Forschungsschwerpunkte
Roilos arbeitet zur nachklassischen, mittelalterlichen und modernen griechischen Literatur (insbesondere zum byzantinischen Liebesroman, zum Erotokritos und zu Kavafis und Kazantzakis), zur vormodernen und modernen Literaturtheorie, zum europäischen Ästhetizismus, zum Verhältnis von deutscher Romantik und Klassischer Philologie und zur Aufklärung. Weitere Themen sind Mündlichkeit und Schriftlichkeit und vergleichende Poetik sowie die Ritualtheorie und die Literaturanthropologie. Er hat außerdem umfangreiche Feldforschung zur traditionellen mündlichen Literatur in Süditalien, auf Kreta und auf der Peloponnes durchgeführt. Aktuelle Forschungsprojekte betreffen die Rezeption der Antike in der Aufklärung in besonderer Hinsicht auf die griechische Diaspora in Ungarn und Rumänien, die Rhetorik (Johannes Sikeliotes), die Interaktion von Philosophie und Rhetorik in der byzantinischen Literatur des 11. und 12. Jahrhunderts sowie die Interdiskursivität des Rituals in der griechischen Literatur und Gesellschaft.
Roilos ist Mitbegründer und Mitherausgeber der Publikationsreihe Cultural Politics, Socioaesthetics, Beginnings und der Harvard Early Modern and Modern Greek Library. Er gehört dem Herausgebergremium der Dumbarton Oaks Medieval Library an.

## Schriften
Monographien
- C. P. Cavafy: The Economics of Metonymy. University of Illinois Press, 2009.
- Amphoteroglossia. A Poetics of the Twelfth-Century Medieval Greek Novel. Harvard University Press, 2005. Rezensionen: Foteini Kolovou. In: Byzantinische Zeitschrift, 100.2, 2007, S. 894–897; Martin Hinterberger. In: International Journal of the Classical Tradition 15.1, 2008, S. 163–166
- (mit Dimitrios Yatromanolakis): Towards a Ritual Poetics, 2003; griechische Ausgabe, übers. von Manos Skoura, mit einem Vorwort von Marcel Detienne unter dem Titel For an Anthropological Approach, 2005.

Herausgeberschaften
- (Hrsg.): Imagination and Logos: Essays on C.P. Cavafy. Harvard University Press, 2010.
- (Hrsg., mit Dimitrios Yatromanolakis): Greek Ritual Poetics. Harvard University Press, 2005
- Margaret Alexiou: Ritual Lament in Greek Tradition (Cambridge University Press, 1974). Revised by Dimitrios Yatromanolakis and Panagiotis Roilos. Rowman & Littlefield, 2002, ISBN 0-7425-0757-2, books.google.de; griechische Ausgabe: 2002

Artikel
- Ancient Greek Rhetorical Theory and Christian Discursive Politics: The Defense of Rhetoric in the Work of Ioannes Sikeliotes (11th c.). In: Festschrift in honor of Elizabeth and Michael Jeffreys (im Erscheinen).
- Orality, Ritual, and the Dialectics of Performance. In: K. Reichl (Hrsg.): Medieval Oral Literature. Berlin 2009.
- Ekphrasis and Ritual Poetics: From the Ancient Greek Novel to the Late Medieval Greek Romance. In: Anton Bierl et al. (Hrsg.): Literatur und Religion: Mythisch-Rituelle Strukturen im Text. München 2008, S. 335–358.
- The Novels of Nikos Kazantzakis: Heteroglossic Narratives and Ideological Misinterpretations (auf Griechisch). In: Nikos Kazantzakis: His Work and His Reception, Herakleion 2006, S. 271–293.
- The Politics of Writing: Greek Historiographic Metafiction. In: Journal of Modern Greek Studies 21.2, 2004, S. 1–23.
- Orality and Performativity in Erotokritos. In: Cretan Studies, 7, 2002, S. 213–230.